# Grégoire Detrez
Grégoire Detrez (* 22. Mai 1981 in Clermont-Ferrand) ist ein französischer Handballspieler.
Der 1,85 Meter große und 97 Kilogramm schwere Kreisläufer spielte anfangs bei USAM Nîmes Gard. Ab dem Juli 2008 stand Detrez bei Chambéry Savoie HB unter Vertrag. Mit Chambéry spielte er in der EHF Champions League (2008/09, 2009/10, 2010/11, 2011/12 und 2012/13). Zur Saison 2017/18 wechselte er zum französischen Zweitligisten C’ Chartres Métropole handball.
Grégoire Detrez stand im Aufgebot der französischen Nationalmannschaft. Mit dieser gewann er 2010 den Europameistertitel.
Er debütierte in der A-Nationalmannschaft am 25. Juni 2005 im Spiel gegen die türkische Auswahl. Am 17. Mai 2013 erklärte er seinen Rücktritt aus der Nationalmannschaft. In diesem Zeitraum bestritt Detrez 55 Länderspiele, in denen er 48 Treffer erzielte.